# Tom Clancy’s Rainbow Six
A Tom Clancy’s Rainbow Six taktikai first-person shooter videójáték, amelyet a Red Storm Entertainment fejlesztett és adott ki 1998. augusztus 21-én Microsoft Windows operációs rendszerre. Később átírták Macintosh, Nintendo 64, Game Boy Color, PlayStation, és Sega Dreamcast platformokra is. A játék Tom Clancy Szivárvány kommandó című könyvén alapul. Folytatása 1999. szeptember 22-én jelent meg Rogue Spear alcímmel.

## Történet
|  | Alább a cselekmény részletei következnek! |

1999-ben, a terrorizmus hidegháború utáni megnövekedésére válaszként a világ katonai, rendészeti és hírszerző ügynökségei megalakították a "Rainbow" nevű, szigorúan titkos nemzetközi terrorellenes szervezetet, amelynek vezetője John Clark.
2000-ben a Rainbow a Phoenix Group nevezetű ökoterrorista szervezethez köthető terrortámadások sorozatára reagál. A Rainbow Phoenix elleni hadműveleteit John Brightling, a nagyhatalmú biotechnológiai vállalat, a Horizon Inc. elnöke segíti, amelynek létesítményei gyakran a Phoenix célpontjai, továbbá Anne Lang, az Egyesült Államok elnökének tudományos tanácsadója, illetve Catherine Winston, a Horizonnal együtt dolgozó biológiai szakértő, akit a Rainbow megmentett a Kongói Demokratikus Köztársaságban történt lázadás során.
Az idahói Phoenix telepen történt rajtaütés után, ahol etikátlan emberkísérleteket tártak fel, a Rainbow megtudja, hogy a Phoenix csoport a Horizonnal kapcsolatban áll. Az emberiséget környezetromboló "betegségnek" tekintő Brightling azt tervezi, hogy kiirtja az emberiség nagy részét az Ebola vírus "Brahma" nevű rendkívül fertőzőnek számító, ember által alkotott törzsével. Ennek érdekében Brightling terrortámadásokat szervezett, hogy kihasználja a megnövekedett terrorizmussal kapcsolatos aggodalmakat, és hogy szerződést biztosítson magánbiztonsági cége, a Global Security a 2000. évi nyári olimpiai játékokon Sydneyben. A Global Security személyzetének terve William Hendrickson vezetésével az olimpián a Brahma vírus szabadon engedése, amely az egész világon szétterjedt volna amikor a sportolók és a nézők hazatérnek.
A Rainbow miután megkapta a hírszerzést, elfogták Langot és Hendricksont, és megakadályozták a Brahma vírus szabadon bocsátását az olimpiai játékokon, meghiúsítva ezzel Brightling terveit. Brightling és terrortársai az Amazonas esőerdőjében található Horizon Ark létesítményükbe menekülnek. A Rainbow megrohamozza a létesítményt, hatástalanítják a bűnözőket, és őrizetbe veszik Brightlingot.
|  | Itt a vége a cselekmény részletezésének! |

## Fordítás
Ez a szócikk részben vagy egészben  a   Tom Clancy's Rainbow Six (video game) című angol Wikipédia-szócikk ezen változatának fordításán alapul.  Az eredeti cikk szerkesztőit annak laptörténete sorolja fel. Ez a jelzés csupán a megfogalmazás eredetét és a szerzői jogokat jelzi, nem szolgál a cikkben szereplő információk forrásmegjelöléseként.